# Circolo megalitico di Monte Còcchero
Il circolo megalitico di Monte Còcchero si trova sull'omonima altura dell'isola d'Elba (313 m), nel territorio comunale di Campo nell'Elba.
Il sito fu analizzato nel 1960 dall'archeologo Giorgio Monaco, che vi rinvenne materiale ceramico frammentario riferibile ad una fase avanzata dell'Età del bronzo (1200-1000 a.C.), oggi conservato nel Museo archeologico di Marciana. Il complesso, disposto a semicerchio digradante dalla vetta verso est per un'estensione di circa 50 m, fu realizzato adattando in situ alcuni monoliti naturali di granito porfirico che, secondo lo stesso Monaco, «pur essendo formati dalla natura, hanno ricevuto perfezionamenti e adattamenti dalla mano dell'uomo.»
È stato ipotizzato - in considerazione dell'orientamento ad oriente - un probabile utilizzo del complesso per culti solari, similmente al vicino sito dei Sassi Ritti.
Lo scavo condotto nell'estate del 1960 alla base del complesso megalitico ha restituito una macina per cereali, un macinello in pietra verde e ossa di animali.

## Il nome
Il toponimo Còcchero deriva dal termine elbano chiùccolo («altura»), in modo analogo a cùcculu (Corsica) e cùccuru (Sardegna).